# Liste der Monuments historiques in Raon-l’Étape
Die Liste der Monuments historiques in Raon-l’Étape führt die Monuments historiques in der französischen Gemeinde Raon-l’Étape auf.

## Liste der Immobilien
| Bezeichnung         | Beschreibung | Standort                         | Kennzeichnung | Schutzstatus | Datum | Bild           |
| ------------------- | --- | -------------------------------- | ------------- | ------------ | ----- | -------------- |
| Museumotel          | ehemals Motel de l’Eau Vive; Motel aus neun Gästeblöcken und einem Servicebereich, organische Architektur (bubble house), 1967 von Pascal Häusermann entworfen | Rue Jean-Baptiste-Demenge (Lage) | PA88000055    | Classé       | 2014  |                |
| Elf Brunnen         | zwischen 1860 und 1864 aufgestellt, Entwurf Jean-Jacques Ducel: - Brunnen L’Enfant et la Cygne, rue Jules-Ferry (♁ Lage) - Brunnen La Concorde, rue Anatole-France (♁ Lage) - Brunnen Le Bonheur, quai de la Victoire (♁ Lage) - Brunnen Diane de Fabies, avenue du Général-de-Gaulle (♁ Lage) - Brunnen La Chèvre, avenue du Général-de-Gaulle (♁ Lage) - Brunnen L’Automne, rue Jules-Ferry (♁ Lage) - Brunnen La Pomme de Pin, rue Adrien-Sadoul (♁ Lage) - Brunnen L’Enfant, rue Wesval (♁ Lage) - Brunnen Les Quatre Lions, rue Jules-Ferry (♁ Lage) - Brunnen Les Trois Coliches, place des Martyrs-de-la-Résistance (♁ Lage) - Brunnen Minerve, rue Aristide-Briand (♁ Lage) |                                  | PA00107242    | Classé       | 1995  | weitere Bilder |
| Kirche St-Luc       | von 1825 bis 1832 erbaut, Entwurf François Grillot | Rue Charles-Clavière (Lage)      | PA00107232    | Inscrit      | 1986  |                |
| Halle aux blés      | ehemalige Kornhalle, von 1825 bis 1830 erbaut, 1852 erweitert; von 1919 bis 1925 unter Leitung von Paul Fürst zum Theater umgebaut, Innenausstattung im Art-déco-Stil | Rue Jules-Ferry (Lage)           | PA00107244    | Inscrit      | 1986  |                |
| Hôtel de Ville      | von 1734 bis 1750 durch Hofarchitekt Anselme Pigage erbaut | Rue Jules-Ferry (Lage)           | PA00107245    | Inscrit      | 1986  | weitere Bilder |
| Menhir Pierre-Borne | Granit | nordwestlich der Stadt (Lage)    | PA00107246    | Classé       | 1924  | weitere Bilder |

## Liste der Objekte
| Bezeichnung                                                         | Beschreibung                          | Standort                                             | Kennzeichnung | Schutzstatus | Datum | Bild |
| ------------------------------------------------------------------- | ------------------------------------- | ---------------------------------------------------- | ------------- | ------------ | ----- | ---- |
| Friedhofskreuz                                                      | Stein, 16. Jahrhundert                | auf dem Friedhof (Lage)                              | PM88001708    | Inscrit      | 2008  |      |
| Pietà                                                               | Holz, 18. Jahrhundert                 | Neuveville-lès-Raon, in der Kirche St-Georges (Lage) | PM88000724    | Classé       | 1928  |      |
| Gemälde Sägewerk in der Umgebung von Raon-l’Étape                   | Ölfarbe auf Leinwand, 1770            | im Hôtel de Ville (Lage)                             | PM88000729    | Classé       | 1969  |      |
| Gemälde Dorf im Tal von Celles-sur-Plaine                           | Ölfarbe auf Leinwand, 1770            | im Hôtel de Ville (Lage)                             | PM88000727    | Classé       | 1969  |      |
| Gemälde Waldarbeiter bei der Rast                                   | Ölfarbe auf Leinwand, 1770            | im Hôtel de Ville (Lage)                             | PM88000731    | Classé       | 1969  |      |
| Gemälde Festmahl im Palast der Fürsten von Salm                     | Ölfarbe auf Leinwand, 1770            | im Hôtel de Ville (Lage)                             | PM88000732    | Classé       | 1969  |      |
| Gemälde Holzeinschlag                                               | Ölfarbe auf Leinwand, 1770            | im Hôtel de Ville (Lage)                             | PM88000728    | Classé       | 1969  |      |
| Gemälde Flößerei                                                    | Ölfarbe auf Leinwand, 1770            | im Hôtel de Ville (Lage)                             | PM88000730    | Classé       | 1969  |      |
| Gemälde Hauptstraße von Raon-l’Étape                                | Ölfarbe auf Leinwand, 1770            | im Hôtel de Ville (Lage)                             | PM88000733    | Classé       | 1969  |      |
| Gemälde Holzversteigerung                                           | Ölfarbe auf Leinwand, 1770            | im Hôtel de Ville (Lage)                             | PM88000734    | Classé       | 1969  |      |
| Gemälde Die alte Kirche von Raon-l’Étape                            | Ölfarbe auf Leinwand, 18. Jahrhundert | im Hôtel de Ville (Lage)                             | PM88000725    | Classé       | 1969  |      |
| Gemälde Anlanden von Brettern in Raon-l’Étape und Neuville-lès-Raon | Ölfarbe auf Leinwand, 1770            | im Hôtel de Ville (Lage)                             | PM88000726    | Classé       | 1969  |      |
| Gemälde Flösserei auf der Plaine                                    | Ölfarbe auf Leinwand, 1770            | im Hôtel de Ville (Lage)                             | PM88000735    | Classé       | 1969  |      |
| Turmuhr                                                             | 1843 gebaut                           | im Hôtel de Ville (Lage)                             | PM88001709    | Inscrit      | 1991  |      |